# Função multiplicativa
O conceito de função multiplicativa tem importância capital no desenvolvimento da teoria algébrica dos números, como o produto de Dirichlet, e na teoria analítica dos números, como nas séries de Dirichlet. Para avaliação de uma função multiplicativa basta conhecer seus valores em potências de primos.

## Definição
Uma função aritmética é uma função matemática cujo domínio de definição compreende os números inteiros positivos, isto é, os números naturais. Uma função aritmética não nula {\displaystyle f} é chamada de multiplicativa se

{\displaystyle f(mn)=f(m)f(n)}

para todo par m e n de primos relativos (tais que mdc(m,n) = 1).

Uma função aritmética é denominada completamente multiplicativa quando a relação {\displaystyle f(mn)=f(m)f(n)} é válida para quaisquer naturais m e n.  Sendo este o caso, então, por exemplo, tem-se {\displaystyle f}2(n) = {\displaystyle f}(n2).

### Exemplos triviais
- A função {\displaystyle 1}(n) = 1 para todo número natural n, é uma função completamente multiplicativa. De fato, dados naturais a e b quaisquer, tem-se {\displaystyle 1}(ab) = 1 = 1 · 1 = {\displaystyle 1}(a)·{\displaystyle 1}(b).

- A função {\displaystyle f}(n) = c para todo natural n, em que c é uma constante diferente da unidade, não é multiplicativa. Dessa maneira, verifica-se facilmente que {\displaystyle f}(6) = c ≠ c2 = {\displaystyle f}(2)·{\displaystyle f}(3).

- A função identidade {\displaystyle I_{D}}(n) = n é completamente multiplicativa, pois se n = ab, com a e b naturais quaisquer, então {\displaystyle I_{D}}(n) = n = ab = {\displaystyle I_{D}}(a)·{\displaystyle I_{D}}(b).

### Exemplos não triviais
- A função totiente de Euler {\displaystyle \varphi }(n) é uma função multiplicativa.[1][2] Entretanto {\displaystyle \varphi } não é uma função completamente multiplicativa: dado um primo p arbitrário, {\displaystyle \varphi }(p2) = p(p - 1) ≠ (p - 1)2 = {\displaystyle \varphi }(p)·{\displaystyle \varphi }(p).

- A função divisor {\displaystyle \sigma }k(n) também é função multiplicativa,[1][2] mas não é completamente multiplicativa já que, por exemplo, para um primo p constata-se que {\displaystyle \sigma }(p2) = 1 + p + p2 ≠ 1 + 2p + p2 = (1 + p)(1 + p) = {\displaystyle \sigma }(p)·{\displaystyle \sigma }(p).

- A função número de divisores D(n) é multiplicativa[2] (não poderia ser diferente, dado que D(n) = {\displaystyle \sigma }0(n), que é multiplicativa conforme o exemplo anterior). É fácil ver que D(n) não é completamente multiplicativa: D(2) = 2, D(4) = 3 e D(2)·D(2) ≠ D(4).

## Teoremas

### Teorema 1
Se {\displaystyle f} é uma função multiplicativa então   {\displaystyle F(n)=\sum _{d|n}f(d)}   também é uma função multiplicativa.

#### Demonstração[1]
Uma vez que todo divisor de mn pode ser expresso de modo único por meio do produto d1·d2, tal que d1|m e d2|n, com d1 e d2 relativamente primos, e como, por hipótese, {\displaystyle f} é multiplicativa, segue que
{\displaystyle {\begin{aligned}\ F(mn)&=\sum _{d|mn}f(d)\\&=\sum _{d_{1}d_{2}|mn}f(d_{1}d_{2})\\&=\sum _{\begin{matrix}^{d_{1}|m}\\^{d_{2}|n}\end{matrix}}f(d_{1})f(d_{2})\\&=\sum _{d_{1}|m}\sum _{d_{2}|n}f(d_{1})f(d_{2})\\&=\sum _{d_{1}|m}f(d_{1})\sum _{d_{2}|n}f(d_{2})\\&=F(m)F(n)\end{aligned}}}

Como aplicação do teorema, pode-se provar que a função {\displaystyle \sigma } é multiplicativa (a extensão da prova para {\displaystyle \sigma }k com k qualquer não é complexa): definindo {\displaystyle f} como a função identidade, então (como já visto nos exemplos triviais acima) {\displaystyle f} é multiplicativa e segundo o teorema é também multiplicativa a função
{\displaystyle F(n)=\sum _{d|n}f(d)=\sum _{d|n}Id(d)=\sum _{d|n}d=\sigma (n)}

O caso {\displaystyle \sigma }0(n) = {\displaystyle \tau }(n) também é simples: toma-se {\displaystyle f}(d) = 1 para todo divisor d de n e então
{\displaystyle F(n)=\sum _{d|n}f(d)=\sum _{d|n}1(d)=\sum _{d|n}1=\sum _{d|n}d^{0}=\sigma _{0}(n)=\tau (n)}

### Teorema 2
Se  {\displaystyle f:\mathbb {N} \rightarrow \mathbb {R} _{+}}  é uma função completamente multiplicativa e monótona então existe  {\displaystyle x\in \mathbb {R} _{+}}  tal que  {\displaystyle f(n)=n^{x}}.

#### Demonstração[3]
Como {\displaystyle f} é por hipótese monótona, suponha {\displaystyle f} estritamente crescente (caso contrário, considere {\displaystyle f^{-1}}). Seja {\displaystyle x=\log _{2}f(2)}. Logo {\displaystyle f(n)=n^{x}}. Assim, para todo natural m tem-se

{\displaystyle 2^{\lfloor m\log _{2}n\rfloor }\leq 2^{n}<2^{\lceil m\log _{2}n\rceil }\Rightarrow 2^{x\lfloor m\log _{2}n\rfloor }\leq \left(f(n)\right)^{m}<2^{x\lceil m\log _{2}n\rceil }\Rightarrow 2^{\frac {x\lfloor m\log _{2}n\rfloor }{m}}\leq f(n)<2^{\frac {x\lceil m\log _{2}n\rceil }{m}}}

em que {\displaystyle \lfloor \cdot \rfloor } e {\displaystyle \lceil \cdot \rceil } são respectivamente a função chão e a função teto. Além disso, como

{\displaystyle \lim _{m\to \infty }{\frac {x\lfloor m\log _{2}n\rfloor }{m}}=\lim _{m\to \infty }{\frac {x\lceil m\log _{2}n\rceil }{m}}=x\log _{2}n},

segue finalmente que

{\displaystyle f(n)=2^{x\log _{2}n}=n^{x}}.

## Ligações Externas
- [Multiplicative Function] (em inglês). Weisstein, Eric W. "Multiplicative Function." From MathWorld--A Wolfram Web Resource.
- [Completely Multiplicative Function] (em inglês). Weisstein, Eric W. "Completely Multiplicative Function." From MathWorld--A Wolfram Web Resource.
- [Multiplicative Number Theoretic Function] (em inglês). Weisstein, Eric W. "Multiplicative Number Theoretic Function." From MathWorld--A Wolfram Web Resource.